# 武重規
武重規（?—?），唐朝并州文水（今山西省文水县）人。他是武则天堂兄武仁範的儿子，武載德的兄长。

## 生平
武重規原为唐朝的司礼卿（太常卿）。690年九月十二，武则天迫使儿子唐睿宗退位，自称圣神皇帝，建立武周，武重規被封为高平郡王。同时，武承嗣為魏王，武三思為梁王，武攸寧為建昌王、武攸歸九江王、武攸望會稽王，武懿宗河內王、武嗣宗臨川王、武載德颍川王，武攸止恒安王，武攸暨千乘王，武攸宜建安王、武攸緒安平王、武仁範河間王，武延基南陽王、武延秀淮陽王，武崇訓高陽王、武崇烈新安王，武延暉嗣陳王、武延祚咸安王。武重规为汴州（今河南省开封市）、郑州（今河南省郑州市）二州刺史，没有到任，派人营造，武则天大怒，贬为庐州刺史。从此著令：诸王为州刺史，不得擅自营造。阎知微出使后突厥，裴怀古为监军。突厥可汗默啜因为以和亲的武延秀不是唐室诸王，胁迫阎知微称可汗，裴怀古逃回并州（今山西省太原市）。并州长史武重规凶暴，左右妄自杀人取赏，见裴怀古要抓他。有果毅认识裴怀古，说他是裴御史，于是得免。默啜率领十万骑兵南向攻打静难、平狄、清夷等军，静难军使、左玉钤卫将军慕容玄崱以五千兵降。围妫州（今河北省怀来县）、檀州（今北京市密云区）。圣历元年（698年）八月，武则天以司属卿（宗正卿）武重规为天兵中道大总管，右武威卫将军沙吒忠义为天兵西道前军总管，幽州（今北京市）都督张仁愿为天兵东道总管，率兵三十万讨默啜；以左羽林卫大将军李多祚、右羽林卫大将军阎敬容为天兵西道后军总管，统兵十五万为后援。还为左金吾卫大将军。神龙革命后，高平郡王武重规改封为郐国公，唐中宗时，武重规出任禮部尚書、卫尉卿、岐州（今陕西省凤翔县）刺史，病卒。

## 子女
- 武成卿
- 武成藝[3]
- 武贤仪，开元年间入唐玄宗后宫，号为小武妃，凉王李璿之母